# Joachim Hofmann (Geologe)
Joachim Hofmann (* 7. Juli 1932 in Schweinsburg; † 8. November 2020) war ein deutscher Geologe und Hochschullehrer.

## Leben
Hofmann legte 1951 in Crimmitschau das Abitur ab. Von 1952 bis 1957 studierte er Geologie an der Bergakademie Freiberg, anschließend arbeitete er bis 1957 als wissenschaftlicher Assistent und ab 1959 auch als Lehrbeauftragter am Institut für Geologie der Bergakademie. Zwischen 1960 und 1961 absolvierte er ein Zusatzstudium in Leningrad. Im Jahr 1964 wurde er an der Bergakademie Freiberg zum Dr. rer. nat. promoviert.
Von 1964 bis 1975 wirkte Joachim Hofmann als wissenschaftlicher Oberassistent und Lehrbeauftragter an der Bergakademie. 1971 erwarb er die Facultas Docendi für das Fachgebiet Struktur- und Feldgeologie, ein Jahr später absolvierte er an der Bergakademie die Promotion B. Von 1975 bis 1981 arbeitete er als Hochschuldozent für Strukturgeologie und Gefügeanalyse. Im Jahr 1981 wurde er ordentlicher Professor für Strukturgeologie und 1992 Professor für Regionale Geologie und Strukturgeologie. 1999 wurde er emeritiert.
Joachim Hofmann nahm dreimal an sowjetischen Expeditionen in die Antarktis teil und lehrte auch an den Universitäten in Rangun (1968), Mandalay (1971) und Miskolc (1985). In seiner Laufbahn entstanden über 100 Publikationen, zudem betreute er 70 Diplomarbeiten und 25 Dissertationen.

## Veröffentlichungen (Auswahl)
- Zur Petrotektonik des Graugneiskomplexes von Freiberg. Dissertation, Bergakademie Freiberg, 1964 (Online-Ausgabe)
- Zur Lithostratigraphie, Petro- und Gefügefazies der Gneise des Osterzgebirges/DDR. Dissertation B, Bergakademie Freiberg, 1972
- Petrographische und lithostratigraphische Stellung der Gneise des Osterzgebirges. Deutscher Verlag für Grundstoffindustrie Leipzig, 1974
- Das Quarzteilgefüge von Metamorphiten und Anatexiten, dargestellt am Beispiel des Osterzgebirges (DDR). Deutscher Verlag für Grundstoffindustrie Leipzig, 1974
- Tektonische Beobachtungen im hoch- und schwachmetamorphen Präkambrium der Gebirgsumrandung des Lambert-Gletschers (Ostantarktis). Deutscher Verlag für Grundstoffindustrie Leipzig, 1978
- Beiträge zur Geologie der Shackleton Range und der Pensacola Mountains (Antarktika). Deutscher Verlag für Grundstoffindustrie Leipzig, 1982
- Bruchtektonik und Magmatismus im Gebiet der Jetty-Oase, McRobertson Land (Ostantarktika) : ein Beitrag zur Entwicklung des Lambert-Riftes. Deutscher Verlag für Grundstoffindustrie Leipzig, 1990